# Európai Filmdíjak 2008
A 21. Európai Filmdíj-átadó ünnepséget (21st European Film Awards), amelyen az előző évben hivatalosan bemutatott, az Európai Filmakadémia több mint 1800 tagjának szavazata alapján legjobbnak ítélt európai alkotásokat részesítették elismerésben, 2008. december 6-án tartották meg a koppenhágai Forum København rendezvényközpontban. Az ünnepség ceremóniamesterének Mikael Bertelsen dán rádiós és televíziós műsorvezetőt kérték fel.
2008-ban a díjazás szabályai és kategóriái az előző évekhez képest nem változtak, csupán az addigi legjobb operatőr díj elnevezése kiegészült a négy évvel korábban elhunyt legendás olasz filmoperatőr, Carlo Di Palma nevével (Carlo Di Palma operatőr díj).
Az Európai Filmakadémia 2008. szeptember 4-én hozta nyilvánosságra a díjra számításba vett nagyjátékfilmek 44 alkotásból álló listáját, melyből húszat a legtöbb akadémiai tagot számláló országok javasoltak saját filmjeik közül, huszonhatot pedig az EFA Igazgatótanácsa, meghívott szakértők bevonásával. A mintegy 27 ország filmjeit tartalmazó lista jól mutatta az európai filmművészet változatosságát. A díjra jelöltek listáját november 8-án, a Sevillai Európai Filmfesztiválon hirdették ki.
A legtöbb jelölést (öt-öt kategóriában) erősen aktuálpolitikai jellegű alkotások, a francia Laurent Cantet Az osztály, az olasz Matteo Garrone Gomorra és az ugyancsak olasz Paolo Sorrentino Il divo – A megfoghatatlan című filmdrámái kapták. Négy kategóriában jelölték díjra a brit Steve McQueen Éhség és háromban az izraeli Ari Folman Libanoni keringő című filmjeit.
Közülük a Nápollyal és a Camorrával foglalkozó, cannes-i nagydíjas Gomorra valósággal aratott, minden jelölését megnyerte, így alkotói a legjobb film, a legjobb rendező, a legjobb forgatókönyv, legjobb operatőr és a legjobb színész kategóriában vihettek haza ezüst szobrocskát. A két másik alkotás közül az olasz történelem 60 évét Giulio Andreotti személyén át bemutató Il divo főszereplője vehetett át díjat (megosztva a Gomorrában nyújtott alakításáért), míg a külvárosi iskolák nehéz helyzetét megörökítő, a főszerepben látható François Bégaudeau franciatanár önéletrajzi könyvéből készült, cannes-i Arany Pálmás Az osztály díj nélkül maradt. A legjobb színésznő Kristin Scott Thomas lett (Oly sokáig szerettelek), a közönségdíjat pedig a Harry Potter és a Főnix Rendje című fantasy film kapta.
Az előzetes listán a magyar filmművészetet Mundruczó Kornél Delta című, a 2008-as Magyar Filmszemlén fődíjjal és Gene Moskowitz-díjjal, a 61. Cannes-i Fesztiválon pedig nemzetközi kritikusok díjával kitüntetett alkotása képviselte. A filmdráma díszlettervezőjét, Ágh Mártont az EFA kiválóságdíjára jelölték. Nemes Jeles Lászlónak a dramai nemzetközi rövidfilmfesztiválon UIP-díjat nyert Türelem című kisjátékfilmje versenyezhetett a legjobb rövidfilm kategóriában.

## Válogatás
1. 12 – rendező: Nyikita Mihalkov
2. Aanrijding in Moscou (Moszkva, Belgium) – rendező: Christophe Van Rompaey
3. Atonement (Vágy és vezeklés) – rendező: Joe Wright
4. Battle for Haditha (Megtorlás Hadithában) – rendező: Nick Broomfield
5. Bienvenue chez les Ch’tis (Isten hozott az Isten háta mögött) – rendező: Dany Boon
6. Boogie – rendező: Radu Muntean
7. Caótica Ana (Anna bekattanva) – rendező: Julio Medem
8. Cztery noce z Anna (Négy éjszaka Annával) – rendező: Jerzy Skolimowski
9. Delta – rendező: Mundruczó Kornél
10. Die Welle (A hullám) – rendező: Dennis Gansel
11. Diorthosi – rendező: Thanos Anastopoulos
12. Duska – rendező: Jos Stelling
13. Eden – rendező: Declan Recks
14. El orfanato (Árvaház) – rendező: Juan Antonio Bayona
15. Entre les murs (Az osztály) – rendező: Laurent Cantet
16. Etz Limon (شجرة ليمون / עץ לימון) (Citromfa) – rendező: Eran Riklis
17. Flammen & Citronen (Láng és Citrom) – rendező: Ole Christian Madsen
18. Giorni e nuvole (Felhős hétköznapok (Derű és ború)) – rendező: Silvio Soldini
19. Gomorra – rendező: Matteo Garrone
20. Happy-Go-Lucky (Hajrá, boldogság!) – rendező: Mike Leigh
21. Home (Otthon az úton) – rendező: Ursula Meier
22. Hunger (Éhség) – rendező: Steve Mcqueen
23. Il divo (Il divo – A megfoghatatlan) – rendező: Paolo Sorrentino
24. Jas sum od Titov Veles (Afrodita álma) – rendező: Teona Strugar Mitevska
25. Kærlighed på film (Csak egy szerelmesfilm) – rendező: Ole Bornedal
26. Karamazovi (Karamazov testvérek) – rendező: Petr Zelenka
27. Katyń (Katyn) – rendező: Andrzej Wajda
28. Kirschblüten – Hanami (Cseresznyevirágzás) – rendező: Doris Dörrie
29. La graine et le mulet (A kuszkusz titka) – rendező: Abdellatif Kechiche
30. Le silence de Lorna (Lorna csendje) – rendező: Jean-Pierre és Luc Dardenne
31. Ljubav i drugi zlocini (Szerelem és egyéb bűnök) – rendező: Stefan Arsenijević
32. Mongol – rendező: Szergej Bodrov
33. Moram spavat' anđele (Aludnom kell, angyalom) – rendező: Dejan Aćimović
34. Musta jää (Fekete jég) – rendező: Petri Kotwica
35. O’ Horten – rendező: Bent Hamer
36. Ping-pongkingen (A pingpong királya) – rendező: Jens Jonsson
37. Revanche (Revans) – rendező: Götz Spielmann
38. Teško je biti fin – rendező: Srđan Vuletić
39. Tres días – rendező: Francisco Javier Gutierrez
40. Un conte de Noël (Karácsonyi történet) – rendező: Arnaud Desplechin
41. Üç Maymun (Három majom) – rendező: Nuri Bilge Ceylan
42. Vals Im Bashir (ואלס עם באשיר) (Libanoni keringő) – rendező: Ari Folman
43. Wolke 9 (A kilencedik mennyország) – rendező: Andreas Dresen
44. Zift (Дзифт) – rendező: Javor Gardev

## Díjazottak és jelöltek
| „Díjazott” – szürkéskék háttérrel   |
| „Jelölt” – világos szürke háttérrel |

### Legjobb film
| Magyar címe                | Eredeti címe                   | Rendező             | Ország                            |
| -------------------------- | ------------------------------ | ------------------- | --------------------------------- |
| Gomorra                    | Gomorra                        | Matteo Garrone      | Olaszország                       |
| Az osztály                 | Entre les murs                 | Laurent Cantet      | Franciaország                     |
| Árvaház                    | El orfanato                    | Juan Antonio Bayona | Spanyolország                     |
| Hajrá, boldogság!          | Happy-Go-Lucky                 | Mike Leigh          | Egyesült Királyság                |
| Il divo – A megfoghatatlan | Il Divo                        | Paolo Sorrentino    | Olaszország                       |
| Libanoni keringő           | Vals im Bashir (ואלס עם באשיר) | Ari Folman          | ISR · Franciaország · Németország |

### Az év felfedezettje
| Magyar címe    | Eredeti címe | Rendező           | Ország                                                                       |
| -------------- | ------------ | ----------------- | ---------------------------------------------------------------------------- |
| Éhség          | Hunger       | Steve McQueen     | Egyesült Királyság · Írország                                                |
| Hó             | Snijeg       | Aida Begić        | Bosznia-Hercegovina · Németország · Franciaország · Irán                     |
| Tulpan         | Tulpan       | Szergej Dvorcevoj | Kazahsztán · Németország · Olaszország · Lengyelország · Oroszország · Svájc |
| Vakációs könyv | Tatil kitabi | Seyfi Teoman      | Törökország                                                                  |

### Európai Filmakadémia kritikusainak díja – FIPRESCI-díj
| Magyar címe      | Eredeti címe          | Rendező             | Ország                  |
| ---------------- | --------------------- | ------------------- | ----------------------- |
| A kuszkusz titka | La graine et le mulet | Abdellatif Kechiche | Franciaország · Tunézia |

### Legjobb dokumentumfilm – Arte díj
| Magyar címe                     | Eredeti címe                   | Rendező                          | Ország                     |
| ------------------------------- | ------------------------------ | -------------------------------- | -------------------------- |
| René - Egy élet a rácsok mögött | René                           | Helena Třeštíková                | Csehország                 |
| –––                             | Durakovo – Le village des fous | Nino Kirtadze                    | Franciaország              |
| Fados                           | Fados                          | Carlos Saura                     | Portugália · Spanyolország |
| Gyerekek. Elszáll az idő        | Kinder. Wie Zeit vergeht.      | Thomas Heise                     | Németország                |
| Az anya                         | La mère                        | Antoine Cattin, Pavel Kostomarov | Svájc                      |
| Ember a magasban                | Man on Wire                    | James Marsh                      | Egyesült Királyság         |
| –––                             | Naufragés des Andes            | Gonzalo Arijón                   | Franciaország              |
| Havel polgártárs nyaralni megy  | Obcan Václav Havel             | Pavel Koutecký, Miroslav Janek   | Csehország                 |
| A Szent Könyv árnyéka           | Pyhän kirjan varjo             | Arto Halonen                     | Finnország                 |
| –––                             | The Dictator Hunter            | Klaartje Quirijns                | Hollandia                  |

### Legjobb rendező
| Nyertesek és jelöltek | Magyar címe                | Eredeti címe                   |
| --------------------- | -------------------------- | ------------------------------ |
| Matteo Garrone        | colspan="2" Gomorra        |                                |
| Laurent Cantet        | Az osztály                 | Entre les murs                 |
| Andreas Dresen        | Kilencedik mennyország     | Wolke Neun                     |
| Ari Folman            | Libanoni keringő           | Vals Im Bashir (ואלס עם באשיר) |
| Steve McQueen         | Éhség                      | Hunger                         |
| Paolo Sorrentino      | Il divo – A megfoghatatlan | Il Divo                        |

### Legjobb színésznő
| Nyertesek és jelöltek | Magyar címe            | Eredeti címe                   |
| --------------------- | ---------------------- | ------------------------------ |
| Kristin Scott Thomas  | Oly sokáig szerettelek | Il y a longtemps que je t'aime |
| Hiam Abbass           | Citromfa               | Etz Limon                      |
| Arta Dobroshi         | Lorna csendje          | Le silence de Lorna            |
| Sally Hawkins         | Hajrá, boldogság!      | Happy-Go-Lucky                 |
| Belén Rueda           | Árvaház                | El orfanato                    |
| Ursula Werner         | Kilencedik mennyország | Wolke Neun                     |

### Legjobb színész
| Nyertesek és jelöltek          | Magyar címe                        | Eredeti címe          |
| ------------------------------ | ---------------------------------- | --------------------- |
| Toni Servillo                  | Il divo – A megfoghatatlan Gomorra | Il divo Gomorra       |
| Michael Fassbender             | Éhség                              | Hunger                |
| Thure Lindhardt Mads Mikkelsen | Láng és Citrom                     | Flammen & Citronen    |
| James McAvoy                   | Vágy és vezeklés                   | Atonement             |
| Jürgen Vogel                   | A hullám                           | Die Welle             |
| Elmar Wepper                   | Cseresznyevirágzás                 | Kirschbluten - Hanami |

### Legjobb forgatókönyvíró
| Nyertesek és jelöltek                                                                         | Magyar címe                | Eredeti címe                      |
| --------------------------------------------------------------------------------------------- | -------------------------- | --------------------------------- |
| Matteo Garrone Roberto Saviano Maurizio Braucci Ugo Chiti Gianni Di Gregorio Massimo Gaudioso | Gomorra                    | Gomorra                           |
| Ari Folman                                                                                    | Libanoni keringő           | Vals im Bashir (ואלס עם באשיר)    |
| Suha Arraf Eran Riklis                                                                        | Citromfa                   | Etz Limon (شجرة ليمون / עץ לימון) |
| Paolo Sorrentino                                                                              | Il divo – A megfoghatatlan | Il Divo                           |

### Legjobb operatőr
| Nyertesek és jelöltek            | Magyar címe                | Eredeti címe |
| -------------------------------- | -------------------------- | ------------ |
| Marco Onorato                    | Gomorra                    | Gomorra      |
| Luca Bigazzi                     | Il divo – A megfoghatatlan | Il divo      |
| Oscar Faura                      | Árvaház                    | El orfanato  |
| Szergej Trofimov Rogier Stoffers | Mongol                     | Mongol       |

### Legjobb zeneszerző
| Nyertesek és jelöltek | Magyar címe      | Eredeti címe                   |
| --------------------- | ---------------- | ------------------------------ |
| / Max Richter         | Libanoni keringő | Vals Im Bashir (ואלס עם באשיר) |
| Tuur Florizoone       | Moszkva, Belgium | Aanrijding in Moscou           |
| Dario Marianelli      | Vágy és vezeklés | Atonement                      |
| Fernando Velázquez    | Árvaház          | El orfanato                    |

### Európai Filmakadémia kiválóságdíja
| Nyertesek és jelöltek | Foglalkozás    | Magyar címe     | Eredeti címe     |
| --------------------- | -------------- | --------------- | ---------------- |
| Magdalena Biedrzycka  | jelmeztervező  | Katyn           | Katyń            |
| Laurence Briaud       | vágó           | Karácsonyi mese | Un conte de Noël |
| Ágh Márton            | díszlettervező | Delta           | Delta            |
| Petter Fladeby        | hangzástervező | O' Horten       | O' Horten        |

### Legjobb európai teljesítmény a világ filmművészetében
| Díjazott             | Foglalkozás             | Ország |
| -------------------- | ----------------------- | ------ |
| Søren Kragh-Jacobsen | filmrendező, zeneszerző | Dánia  |
| Kristian Levring     | filmrendező             | Dánia  |
| Lars von Trier       | filmrendező             | Dánia  |
| Thomas Vinterberg    | filmrendező             | Dánia  |

### Az Európai Filmakadémia életműdíja
| Díjazott   | Foglalkozás | Ország             |
| ---------- | ----------- | ------------------ |
| Judi Dench | színész     | Egyesült Királyság |

### Közönségdíj
| Magyar címe                       | Eredeti címe                              | Rendező                     | Ország                                                   |
| --------------------------------- | ----------------------------------------- | --------------------------- | -------------------------------------------------------- |
| Harry Potter és a Főnix Rendje    | Harry Potter and the Order of the Phoenix | David Yates                 | Egyesült Királyság                                       |
| A hullám                          | Die Welle                                 | Dennis Gansel               | Németország                                              |
| Arn, a templomos lovag            | Arn: Tempelriddaren                       | Peter Flinth                | Svédország · Dánia · Norvégia · Finnország · Németország |
| Árvaház                           | El orfanato                               | Juan Antonio Bayona         | Spanyolország · Mexikó                                   |
| A Szaturnusz gyűrűjében           | Saturno contro                            | Ferzan Özpetek              | Olaszország · Franciaország · Törökország                |
| Ben X                             | Ben X                                     | Nic Balthazar               | Belgium · Hollandia                                      |
| Egyedül nem megy                  | Ensemble, c'est tout                      | Claude Berri                | Franciaország                                            |
| Fülenincs nyúl                    | Rabbit Without Ears                       | Til Schweiger               | Németország                                              |
| Isten hozott az Isten háta mögött | Bienvenue chez les Ch'tis                 | Dany Boon                   | Franciaország                                            |
| Mongol                            | Mongol (Монгол)                           | Szergej Bodrov              | ,                                                        |
| [REC]                             | [REC]                                     | Jaume Balagueró, Paco Plaza | Spanyolország                                            |
| Vágy és vezeklés                  | Atonement                                 | Joe Wright                  | Egyesült Királyság · Franciaország                       |

### Legjobb rövidfilm
| Címe                              | Rendező                      | Ország              | Jelölő fesztivál        |
| --------------------------------- | ---------------------------- | ------------------- | ----------------------- |
| Frankie                           | Darren Thornton              | Írország            | UIP díj – Berlin        |
| A kapcsolat (Raak)                | Hanro Smitsman               | Hollandia           | UIP díj – Gent          |
| De onbaatzuchtigen                | Koen Dejaegher               | Belgium             | UIP díj – Velence       |
| Joy                               | Joe Lawlor, Christine Molloy | Egyesült Királyság  | UIP díj – Rotterdam     |
| Fogy az idő (Time Is Running Out) | Marc Reisbig                 | Egyesült Királyság  | UIP díj – Krakkó        |
| Love You More                     | Sam Taylor-Wood              | Egyesült Királyság  | UIP díj – Vila do Conde |
| Prokrasztináció (Procrastination) | Johnny Kelly                 | Egyesült Királyság  | UIP díj – Angers        |
| Smáfuglar                         | Rúnar Rúnarsson              | Izland              | UIP díj – Edinburgh     |
| The Apology Line                  | James Lees                   | Egyesült Királyság  | UIP díj – Cork          |
| The Pearce Sisters                | Luis Cook                    | Egyesült Királyság  | UIP díj – Tampere       |
| Tolerantia                        | Ivan Ramadan                 | Bosznia-Hercegovina | UIP díj – Szarajevó     |
| Türelem                           | Nemes Jeles László           | Magyarország        | UIP díj – Drama         |
| Uguns                             | Laila Pakalnina              | Lettország          | UIP díj – Grimstad      |
| Un bisou pour le monde            | Cyril Paris                  | Franciaország       | UIP díj – Valladolid    |